# کامبیز دیرباز
کامبیز دیرباز (زاده ۱۲ شهریور ۱۳۵۴) بازیگر اهل ایران است. او با ایفای نقش «مجید سوزوکی» در فیلم اخراجی‌ها (۱۳۸۶) و «اسد پنبه» در سریال نابرده رنج (۱۳۹۰) به شهرت رسید.

## زندگی‌نامه
او فارغ‌التحصیل رشتهٔ بازیگری از دانشکده هنرهای دانشگاه آزاد اسلامی است. دیرباز فعالیت هنری را از سال ۱۳۷۶ در تئاتر سیاوش خوانی شروع کرد. فعالیت سینمایی او از سال ۱۳۷۸ با حضور در فیلم دختران انتظار آغاز شد. او سیمرغ بلورین بهترین بازیگر نقش مکمل مرد را در بیست و دومین دوره جشنواره فیلم فجر در سال ۱۳۸۲ برای بازی در فیلم دوئل
احمدرضا درویش به دست آورد. همچنین در فیلم اخراجی‌ها نقش مجید سوزوکی را داشت. و در سریال در چشم باد در نقش نادر ایرانی ظاهر شد. کامبیز دیرباز فارغ‌التحصیل در رشتهٔ نمایش - بازیگری دانشگاه آزاد واحد تهران مرکز است.

## ماجرای ازدواج
دیرباز پس از پخش شدن فیلمی از نخستین حضورش در تئاتر در برنامه تلویزیونی «اختیاریه» از شبکه پنج سیما در سال ۱۳۹۷، ماجرای ازدواج خود را اینگونه توضیح داد:
این تئاتر برای ۲۳ سال پیش است. خیلی لحظات نابِ عاشقی بود. من آنجا عاشق شدم و ازدواج کردم. این اولین بار است که این ماجرا را تعریف می‌کنم؛ چراکه خیلی زیاد دربارهٔ زندگی خصوصی‌ام تا به حال صحبت نکردم. در این تئاتر من نقش سیاوش را بازی می‌کردم و همسرم نقش فرنگیس بود که در صحنه این عشق اتفاق می‌افتد. ما دو کاراکتر عاشق را ۳۰ شب بازی کردیم و ثمره عشق آن زمان دختری پنج ساله به اسم نیاز دیرباز است.

## آثار

### سینمایی
| سال  | فیلم           | نقش             | کارگردان                         |
| ---- | -------------- | --------------- | -------------------------------- |
| ۱۳۷۸ | دختران انتظار  | حسامی           | رحمان رضایی                      |
| ۱۳۸۰ | نغمه           |                 | ابوالقاسم طالبی                  |
| ۱۳۸۲ | دوئل           |                 | احمدرضا درویش                    |
| ۱۳۸۲ | گرداب          |                 | حسن هدایت                        |
| ۱۳۸۴ | به نام پدر     |                 | ابراهیم حاتمی‌کیا                 |
| ۱۳۸۵ | مقلد شیطان     |                 | افشین صادقی                      |
| ۱۳۸۵ | سرگیجه         |                 | محمد زرین دست                    |
| ۱۳۸۵ | اخراجی‌ها       | مجید سوزوکی     | مسعود ده نمکی                    |
| ۱۳۸۷ | یک گزارش واقعی |                 | داریوش فرهنگ                     |
| ۱۳۸۷ | کلبه           |                 | جواد افشار                       |
| ۱۳۸۷ | عیار ۱۴        |                 | پرویز شهبازی                     |
| ۱۳۸۷ | انعکاس         |                 | رضا کریمی                        |
| ۱۳۸۸ | شرط اول        |                 | مسعود اطیابی                     |
| ۱۳۸۹ | قفس طلایی      |                 | محمد زرین دست                    |
| ۱۳۹۱ | شاباش          |                 | حامد کلاهداری                    |
| ۱۳۹۱ | خاکستر و برف   | احسان           | روح‌الله سهرابی                   |
| ۱۳۹۳ | ساکن طبقه وسط  |                 | شهاب حسینی                       |
| ۱۳۹۳ | یک خواب راحت   |                 | آرش قادری                        |
| ۱۳۹۵ | ماه گرفتگی     |                 | مسعود اطیابی                     |
| ۱۳۹۶ | سوءتفاهم       |                 | احمدرضا معتمدی                   |
| ۱۳۹۶ | جنون           |                 | کامران قدکچیان                   |
| ۱۳۹۷ | تخته گاز       | ستار چلنگر      | محمد آهنگرانی                    |
| ۱۳۹۷ | آینده          |                 | امیر پورکیان                     |
| ۱۳۹۸ | خروج           | معاون رئیس‌جمهور | ابراهیم حاتمی کیا                |
| ۱۳۹۹ | تک تیرانداز    | عبدالرسول زرین  | علی غفاری                        |
| ۱۴۰۰ | ۲۸۸۸           |                 | کیوان علی محمدی و علی اکبر حیدری |
| ۱۴۰۱ | حدود ۸ صبح     | رضا آهنچیان     | منوچهر هادی                      |
| ۱۴۰۲ | تمساح خونی     | در نقش خودش     | جواد عزتی                        |

### فیلم‌های تلویزیونی و نمایش خانگی
| سال  | فیلم                    | نقش            | کارگردان         |
| ---- | ----------------------- | -------------- | ---------------- |
| ۱۳۸۸ | کیلومتر ۱۴ (اپیزود اول) |                | جواد افشار       |
| ۱۳۸۸ | کیلومتر ۱۴ (اپیزود دوم) | آرش قادری      |                  |
| ۱۳۸۸ | بی کسی                  | آرش قادری      |                  |
| ۱۳۸۸ | سر سپرده                | بهمن گودرزی    |                  |
| ۱۳۹۱ | قصه خاطره               | محمد باقرآبادی |                  |
| ۱۳۹۲ | شام ایرانی              | محمد شایسته    |                  |
| ۱۳۹۷ | ۱۳ شمالی                | کامبیز دیرباز  | علیرضا امینی     |
| ۱۳۹۷ | رالی ایرانی ۲           |                | آرش معیریان      |
| ۱۳۹۹ | آقازاده                 | شهنام          | بهرنگ توفیقی     |
| ۱۴۰۰ | شب‌های مافیا             | گرداننده       | سعید ابوطالب     |
| ۱۴۰۱ | پدر خوانده              | گرداننده       | سعید ابوطالب     |
| ۱۴۰۲ | زخم کاری:بازگشت         | مسعود طلوعی    | محمدحسین مهدویان |
| ۱۴۰۲ | پدر خوانده ۲            | گرداننده       | سعید ابوطالب     |
| ۱۴۰۲ | ۲شات                    | مهمان          | علی میرمیرانی    |
| ۱۴۰۳ | زخم کاری:انتقام         | مسعود طلوعی    | محمدحسین مهدویان |
| ۱۴۰۳ | زخم کاری:مجازات         | مسعود طلوعی    | محمدحسین مهدویان |

### مجموعه تلویزیونی
| سال       | فیلم             | نقش                          | کارگردان           | توضیحات                |
| --------- | ---------------- | ---------------------------- | ------------------ | ---------------------- |
| ۱۳۷۸      | آژانس دوستی      |                              | کارگردانی گروهی    | شبکه ۱                 |
| ۱۳۷۹      | همسفر            |                              | قاسم جعفری         | شبکه ۳                 |
| ۱۳۷۹      | جوان امروز       |                              | یوسف سیدمهدوی      | شبکه ۳                 |
| ۱۳۸۰      | رستوران خانوادگی |                              | حسین سهیلی زاده    | اپیزودهای دام - ستاره  |
| ۱۳۸۳      | تب سرد           | پیمان                        | علیرضا افخمی       | شبکه ۳                 |
| ۱۳۸۶      | پریدخت           | نصرت                         | سامان مقدم         | شبکه ۲                 |
| ۱۳۸۸–۱۳۸۹ | در چشم باد       | نادر ایرانی                  | مسعود جعفری جوزانی | شبکه ۱                 |
| ۱۳۹۱      | نابرده رنج       | اسد پنبه                     | علیرضا بذرافشان    | شبکه ۳                 |
| ۱۳۹۲      | بوی باران        | هاتف ملکان                   | حسین تبریزی        | شبکه ۲                 |
| ۱۳۹۳      | کیفر             | جهان                         | حسین تبریزی        | شبکه ۲                 |
| ۱۳۹۴      | آقا و خانم سنگی  | سعید سنگی                    | شاهد احمدلو        | طنز خانوادگی           |
| ۱۳۹۴      | میکائیل          | میکائیل موحد                 | سیروس مقدم         | پلیسی - شبکه ۱         |
| ۱۳۹۴      | پشت بام تهران    | غیاث صفا                     | بهرنگ توفیقی       | شبکه ۱                 |
| ۱۳۹۵–۹۶   | زیر پای مادر     | خلیل دشتی                    | بهرنگ توفیقی       | درام (رمضان ۹۶) شبکه ۱ |
| ۱۳۹۸      | شرایط خاص        | آصف مهرمنش / محمدحسین علیانی | وحید امیرخانی      | کمدی - شبکه ۳          |
| ۱۳۹۸      | دست فرمون        | مجری                         |                    | مسابقه - شبکه نسیم     |
| ۱۳۹۸      | گاندو            | محسن                         | جواد افشار         | پلیسی معمایی - شبکه ۳  |

### تئاتر
- ماربازی (۱۳۹۸)
- شهید محمد جهان آرا (سومین حلقه از تریلوژی پرتره نگاری‌های جنگ) (۱۳۹۶)
- یک زن یک مرد (۱۳۸۶)
- سیاوش خوانی (۱۳۷۸)